# Glomera schlechteriana
Glomera schlechteriana är en orkidéart som beskrevs av Rudolf Mansfeld. Glomera schlechteriana ingår i släktet Glomera och familjen orkidéer. Inga underarter finns listade i Catalogue of Life.